# Fijocrypta vitilevu
Fijocrypta vitilevu is een spinnensoort uit de familie Barychelidae. De soort komt voor in Fiji.